# Хеттское царство
Хе́ттское царство или Хатти — могущественная древняя держава в Малой Азии (около 1800—1180 годов до н. э.), созданная хеттами.

## История

### Ранняя история
На рубеже 3-го—2-го тысячелетий до н. э. у хеттов начал распадаться родоплеменной строй. Ускорению этого процесса способствовало проникновение в XX—XVIII веках до н. э. семитских торговых колонистов (ассирийских и, отчасти, аморейских). На территориях восточной и центральной частей Малой Азии было, видимо, ещё в 3-м тысячелетии до н. э. создано несколько политических образований типа городов-государств (Пурусханда, Амкува, Куссар, Хатти, Каниш, Цальпува, Вахшушана, Ма’ма, Самуха и др.), во главе которых стояли цари (рубаум) или царицы (рабатум). Города-государства Малой Азии пользовались письменностью и письменным языком, заимствованным у ашшурских купцов. Среди городов-государств происходила борьба за политическую гегемонию. На первых порах верх взяла Пурусханда, правитель которой считался «великим царём» среди остальных правителей городов-государств Малой Азии. Позднее же ситуация изменилась в пользу города-государства Куссар. В первой половине XVIII века до н. э. царь Куссара Анитта основал обширную державу, названную позже Хеттским царством.

### Древнехеттское царство (ок. 1680—1500 до н. э.)
Хеттская историческая традиция связывала древнейший период истории хеттов с Куссаром, который был столицей в начале существования Хеттского государства. Однако после Анитты произошли крупные изменения в политической обстановке этого края. Многие центры подвергаются разгрому. Трудно сказать, принимали ли в этом участие непосредственные предки тех, в чьих руках оказывается вскоре власть в Центральной Анатолии (цари династии Лабарны I). Однако приход к власти этой династии, очевидно, всё же в значительной мере был подготовлен этим событием. Представители этой династии своим родоначальником считали Лабарну, правившего после Анитты, и ничем не выражают свою связь с династией Анитты. Династия Лабарны была носителем других традиций и, возможно, происходила из другого объединения, чем то, к которому принадлежали Питхана и Анитта. Культурные и общественные изменения выразились и в том, что хетты сменили официальные староассирийский аккадский диалект и письменность на родной язык и другой вариант клинописи, заимствованный из Северной Сирии через жившие там племена хурритов.
В начале резиденцией династии Лабарны был Куссар, заброшенный династией Анитты как столица. Со временем в борьбе за гегемонию с городом Несой последняя потерпела поражение, и Куссар получает власть над всей Центральной Малой Азией. В начале существования Древнехеттского царства там был матрилинейный принцип наследования власти. У протохеттов Малой Азии, по данным торговых документов из Каниша, рядом с правителем — рубаум — всегда стояла почти не уступавшая ему по культовому и политическому значению правительница — рабатум, отождествляющаяся с шумеро-аккадской жрицей — энтум, участницей обряда «священного брака». Поэтому, по-видимому, было важнее, чтобы царём был не столько сын правителя, сколько сын дочери правителя.
Государство у хеттов имело рыхлую структуру. Кроме городов и областей, подчинявшихся непосредственно царю или царице, существовали мелкие полузависимые царства (для царевичей), а также области, выделенные в управление крупным сановникам. Во главе всего государства стояли царь (хассу), носивший (в отличие от менее значительных царей) также титул табарна.
Лабарна I (около 1680—1650 годов до н. э.), был видным деятелем в истории царства, расширив его владения «от моря до моря». Его преемник Хаттусили I (около 1650—1620 годов до н. э.) вёл завоевания вплоть до Сирии, а Мурсили I (около 1620—1594 годов до н. э.) аннексировал Халпу, Верхнюю Месопотамию и совершил поход на Вавилон.
После убийства Мурсили I Древнехеттское царство стало клониться к упадку из-за постоянных междоусобиц внутри правящей династии и нападений хурритов. Все следующие цари хеттов — Хантили I, Цитанта I, Аммуна, Хуцция I — умерли не своей смертью. Лишь Телепину, который ввёл закон о престолонаследии, удалось временно стабилизировать ситуацию, но ненадолго, и после смерти Телепину Древнехеттское царство окончательно распалось.

### Среднехеттское царство (ок. 1500—1380 до н. э.)

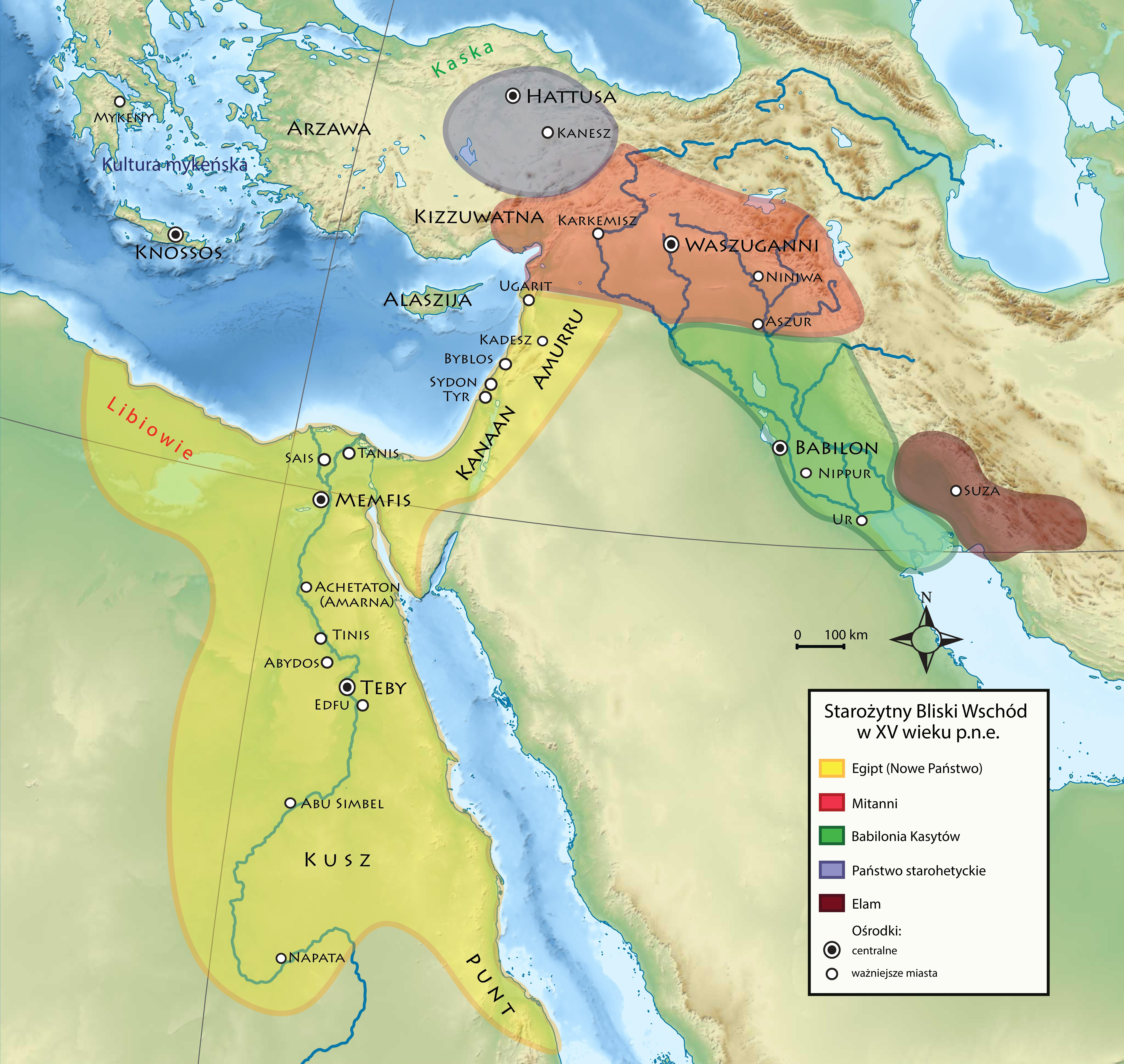
Древний Восток около 1450 до н. э.

Поминальные списки царей не называют Цитанту и Хуццию, как предшественников Телепину, зато упоминают других Хантили, Цитанту и Хуццию — после Телепину и Аллувамны. Хеттологи расходятся здесь во мнениях по поводу хронологии хеттов. В то время как одни видят в них Хантили II, Цитанту II, Хуццию II — царей Среднехеттского царства, другие отрицают само существование Среднехеттского царства и предполагают ошибку составителей поминальных списков, считая, что в них имеются в виду всё те же Хантили I, Цитанта I и Хуцция I. Однако отрицание существования Среднехеттского царства создаёт дополнительные трудности в хронологии. Так известно, что царь Киццувадны Пиллия заключил договор с хеттским царём Цитантой, но также известно, что тот же Пиллия заключил договор и с царём Алалаха Идри-Ми, правившим в первой половине XV века до н. э. Таким образом, Пиллию трудно датировать раньше Телепину и современником Пиллии был хеттский царь Цитанта II.
Период Среднего хеттского царства относительно мало изучен ввиду скудности источников. Этот период характеризуется дальнейшим ослаблением Хеттского царства в результате войны с внешними врагами и внутренних неурядиц. К востоку от хеттов ещё в XVI веке до н. э. возникла сильная Митаннийская держава, ставшая их мощным соперником.

### Новохеттское царство или Хеттская империя (ок. 1460—1190 до н. э.)
Около 1460 года до н. э. основана новохеттская династия, при которой империя достигла своего расцвета. Возобновились походы на Сирию, сильно ослабившие страну, потерявшую большую часть своих территорий. При царе Суппилулиуме I (1380—1335 годы до н. э.), который правил своим государством из столицы Хаттуса (но до 1480 года до н. э. столицей был город Каниш), удалось победить Митанни и Египет, завоевав всё Восточное Средиземноморье вплоть до Палестины. На завоёванных территориях на севере Сирии и Месопотамии созданы вассальные княжества, правителями которых Суппилулиума I назначил своих младших сыновей. Мурсили II (около 1335—1305 годов до н. э.) заключил мир с фараоном Хоремхебом, приведя Хеттское царство к вершине своего могущества.
Однако уже в следующем столетии возобновилась борьба за Сирию и Палестину между хеттским войском царя Муваталли II и войском египетского фараона Рамсеса II. Противостояние завершилось грандиозной, но безрезультатной битвой при Кадеше (в северной Сирии). В итоге большая часть Сирии и Финикии перешли под полный контроль египтян, и в 1280 (по другим данным, 1270, 1260 или 1259) году до н. э. с ними был заключён мирный договор, а дочь Хаттусили III Маатхорнефрура стала женой фараона. Также было заключено перемирие с Ахейской Грецией, но воинственная Ассирия оставила подконтрольной отвоёванную Верхнюю Месопотамию.
Последующий упадок царства в XII веке до н. э. совпал во времени с общеближневосточным кризисом, известным как катастрофа бронзового века. На период с 1198 по 1196 годы до н. э. приходится пик засухи в Центральной Анатолии. Вследствие внутренних раздоров и внешних неудач, возможно, в стране разразился голод. Под натиском «народов моря» хеттское царство было уничтожено и перестало существовать.

Новохеттский период
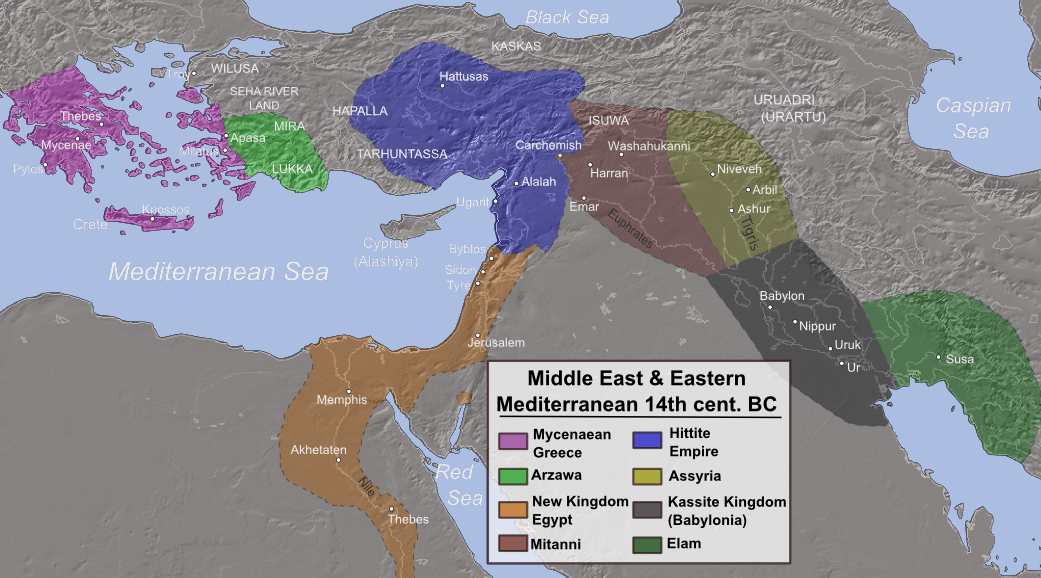
Древний Восток во время ослабления Митанни. Региональные державы (в границах влияния). XIV век до н. э.
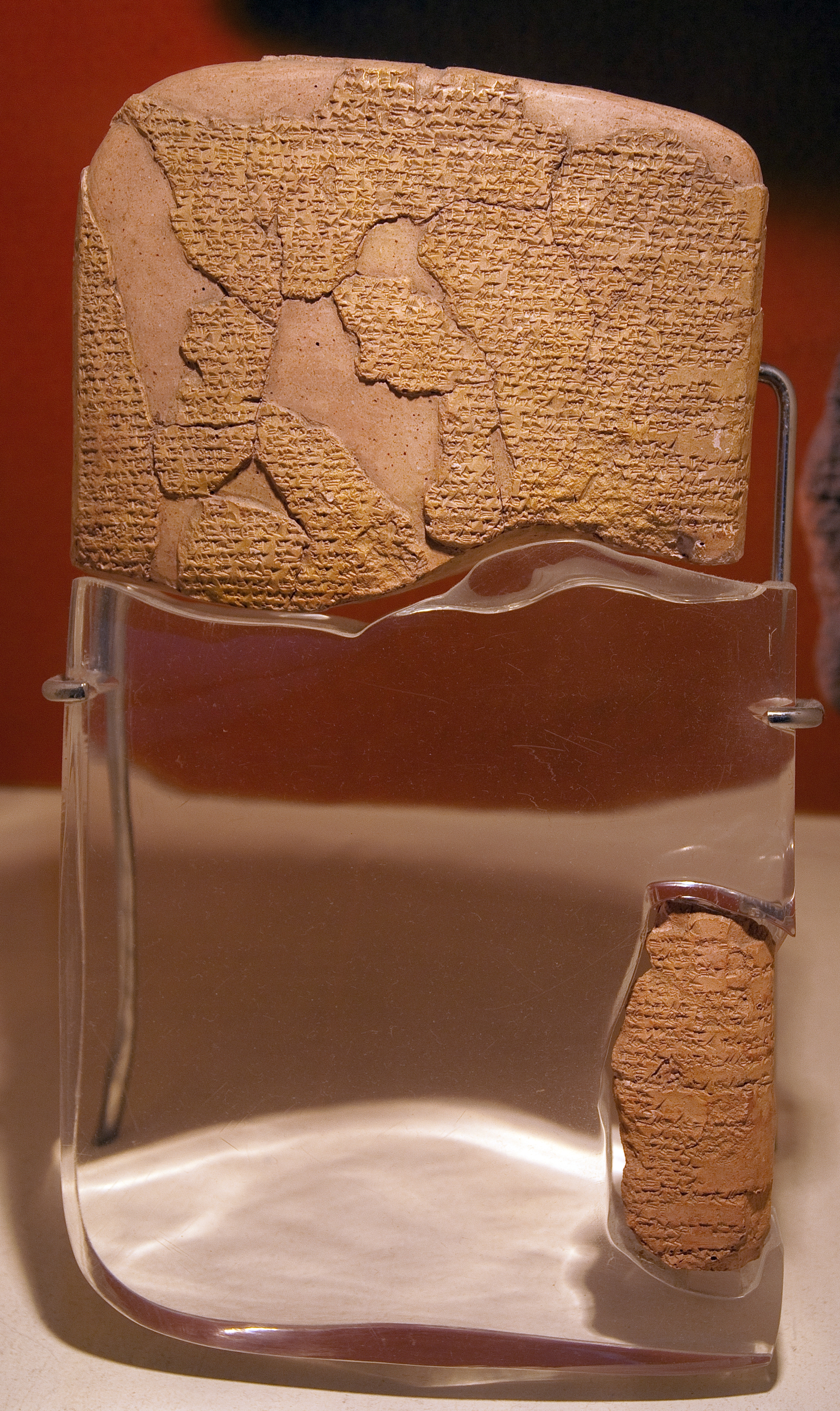
Мирный договор, заключённый новым хеттским правителем Хаттусили III и Рамзесом II. Начало XIII века до н. э. Музей Древнего Востока (Стамбул).
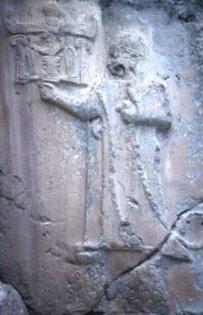
Тудхалия IV. Последний значительный царь хеттов. Середина XIII века до н. э. Барельеф в Хаттусе.
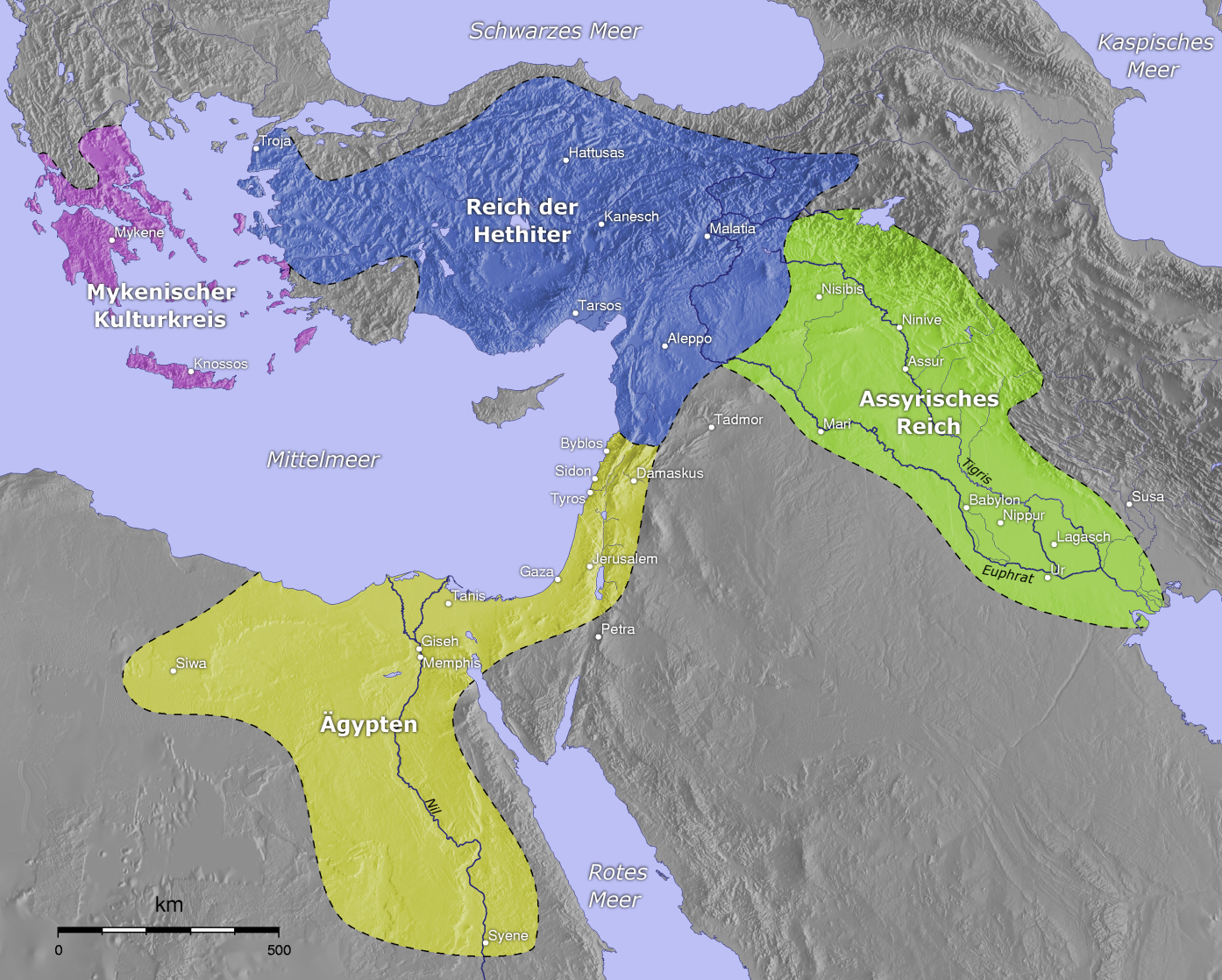
Древний Восток около 1220 года до н. э., короткая ситуация накануне катастрофы бронзового века. Микенская культура, Новоегипетское царство, Новохеттское царство (с частью уничтоженного Митанни), Среднеассирийское царство[англ.] (с Митанни, Наири, Аррапхэ и Вавилонией).

### Сиро-хеттские царства (около 1190—700 гг. до н. э.)
После падения Новохеттского царства в Анатолии бывшие вассальные княжества хеттов продолжали существовать как самостоятельные государства. Это прежде всего Табал, Камману (с Мелидом), Хилакку, Куэ, Куммух, Каркемиш, а также Яуди (Сам’аль), Тиль-Барсип, Гузана, Унки (Паттина), Хатарикка (Лухути) и другие. Их правители считали себя законными правопреемниками хеттской державы, но не имели возможностей для реализации своих амбиций. Просуществовав несколько веков, они в IX—VIII веках до н. э. были покорены великими державами Двуречья — Ассирией, а затем Вавилоном. На территории бывшего Хеттского царства, непосредственно в Малой Азии, образовались государства Урарту (на востоке) и Фригия (на западе).

## Государственное устройство Хеттской державы
Хеттские правители не требовали с покорённых земель непомерной дани и чаще всего не покушались даже на суверенитет захваченных ими стран. Главы покорённых государств оставались у власти. Гарантировалась передача власти их законным наследникам. Если вассал был предан Хеттской державе, ему дозволялось участвовать в управлении ей — вассалы были допущены хеттским царём к принятию важнейших решений в Хеттском царстве. Захваченная территория теряла право лишь на проведение независимой внешней политики, но бывали исключения и из этого.
Таким образом, Хеттское царство было устроено по конфедеративному принципу. Подобная «воля к децентрализации», как выразился Франк Штарке из Тюбингенского университета, была абсолютно инновационной для Древнего Востока. Хеттская держава в некотором смысле была не царством, не империей, а «Соединёнными Штатами Азии».
Царя окружают чиновники и личный секретарь. Дворцы царей строились по образцу ассирийских и украшались барельефами, представляющими сцены из охот царя, пиршества и т. п.
Из упоминания в ассирийских летописях о кархемишской мине Винклер выводит заключение об особой системе мер и весов у хеттов и о развитии у них городской жизни. Мы[кто?] можем констатировать только на основании амарнской корреспонденции развитие промышленности в Митанни, поставлявшем в Египет колесницы и драгоценности.

## Военное дело

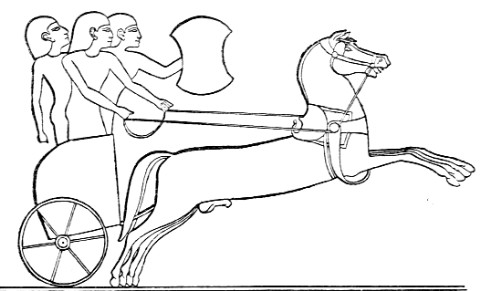
Хеттская колесница. Рисунок с египетского барельефа о Битве при Кадеше, XIX династия.

Из изображений в египетских храмах и хеттских барельефов можно получить представление о военном деле хеттов: имелись пехота, колесницы (по три воина на каждой: возница, щитоносец и стрелок) и конница. На египетских барельефах не отражена революционная особенность «Хеттской колесницы». Ось колёс располагалась не сзади, как у египетских, а посередине повозки. Это давало возможность разместить в ней не 2, как у египтян, а 3 человек. Оружие — небольшой треугольный лук, небольшой четырёхугольный или овальный плетёный щит, похожий на изображаемый в классическом искусстве у понтийских амазонок; фаланга была вооружена кинжалами-мечами; последние имели не сирийскую, а киликийскую форму — ту же, какая изображается египтянами у морских народов запада. Кроме того, были и длинные копья. Одеты были воины в передники египетского покроя, офицеры — в длинное платье; цари носили (особенно в позднее время) ассирийский наряд. Характерны длинные костюмы частных лиц и головные уборы — у мужчин остроконечные, у женщин — цилиндрические, могли быть из войлока или кожи. Характерна и обувь — большей частью башмаки с загнутыми кверху носками.